# Louisa Bernie Gallaher
Louisa Bernie Gallaher, también conocida como L. Bernie Gallaher, fue una fotógrafa científica estadounidense del Museo Nacional Instituto Smithsoniano de los Estados Unidos. Fue la primera mujer fotógrafa del Smithsoniano y trabajó en la institución durante 39 años, desde 1878 hasta su muerte en 1917.

## Vida y carrera

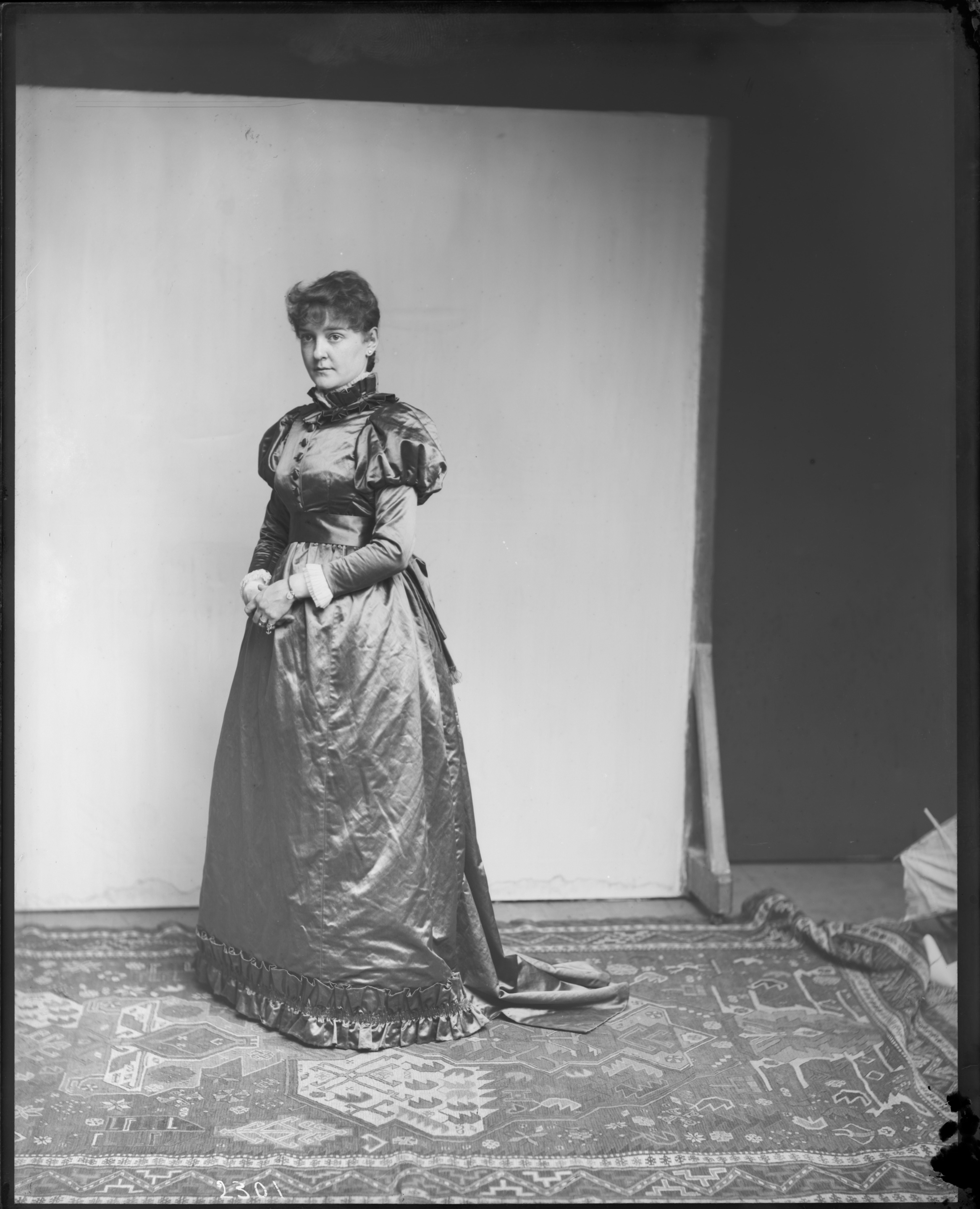
Una mujer que se presume que es Gallaher modela un vestido de las colecciones del Instituto Smithsoniano.

Gallaher nació en Washington D. C. en 1858, de padre B. Frank Gallaher y madre Eliza A. Gallaher.
 A la edad de 20 años, Gallaher comenzó su trabajo en el Smithsoniano como oficinista, y luego comenzó a aprender fotografía por sí misma durante su tiempo en el departamento de mamíferos del museo. En 1890, fue transferida al departamento de fotografía de la institución, donde se convirtió en asistente principal del primer fotógrafo del Smithsoniano, Thomas Smillie, quien se dio cuenta de sus habilidades fotográficas en desarrollo antes de la transferencia. Se le encomendó la fotografía de personas y exhibiciones de museos, como pinturas, grabados y esculturas. Además, se especializó en fotomicrografía y creó reproducciones de rayos X. Ocasionalmente, se podía ver a Gallahar trabajando afuera, donde tomaba foatografías de animales.
Como parte de su trabajo en el museo, reveló varias fotografías, creando platinotipias y procesando fotografías de otros que se enviaban al museo. Además, creó diapositivas de linterna mágica, que se utilizaron en conferencias en los Estados Unidos y Europa.
Gallaher continuó trabajando en el departamento fotográfico del museo hasta su muerte el 18 de abril de 1917 en Washington D. C., a la edad de 59 años. Antes de su muerte, gran parte de su trabajo se atribuyó falsamente a su jefe, Thomas Smillie. Para 2019, los archivistas del Smithsoniano habían comenzado a corregir los créditos faltantes de Gallaher.